# Viktor Kravčenko (triplista)
Viktor Petrovič Kravčenko (in russo Виктор Пeтрович Кравченко?; Rostov sul Don, 25 maggio 1941) è un ex triplista sovietico, vincitore di una medaglia di bronzo ai Giochi olimpici di Tokyo 1964.

## Biografia
Oltre a due titoli sovietici nel salto triplo, disciplina nella quale era specializzato, conquistò la medaglia di bronzo ai Giochi olimpici di Tokyo 1964.

## Palmarès
| Anno | Manifestazione  | Sede  | Evento       | Risultato | Prestazione | Note |
| ---- | --------------- | ----- | ------------ | --------- | ----------- | ---- |
| 1964 | Giochi olimpici | Tokyo | Salto triplo | Bronzo    | 16,57 m     |      |